# Игнатий (Сеннис)
Митрополи́т Игна́тий (греч. Μητροπολίτης Ιγνάτιος, в миру Па́влос Сенни́с, греч. Παύλος Σεννής; род. 1951, Коринф) — епископ Александрийской православной церкви, митрополит Мадагаскарский.

## Биография
Окончил школу в Коринфе. Дипломированный старший механик.
Окончил духовную семинарию святого Николая, а затем богословский факультет Университета Аристотеля в Салониках.
В 1972 году был пострижен в монашество и рукоположён в сан диакона.
В июле 1976 года митрополитом Коринфским Пантелеимоном (Караниколасом) был рукоположён и священника.
С 1980 по 1985 пребывал в монастыре Ставроникита на Афоне.
С 1985 года служил в Православной Миссии в Корее.
В 1991 году назначен главой Православной Миссии в Западной Бенгалии с центром в Калькутте. Развил значительную миссионерскую, благотворительную и общественную деятельность. Помог основать Благотворительное Общество Православной Церкви в Индии для помощи остро нуждающимся в этой стране.
В июне 2004 года власти отказались продлить его пребывание в Индии. Перешёл в клир Александрийской православной церкви для того чтобы заниматься православной миссией в Африке.

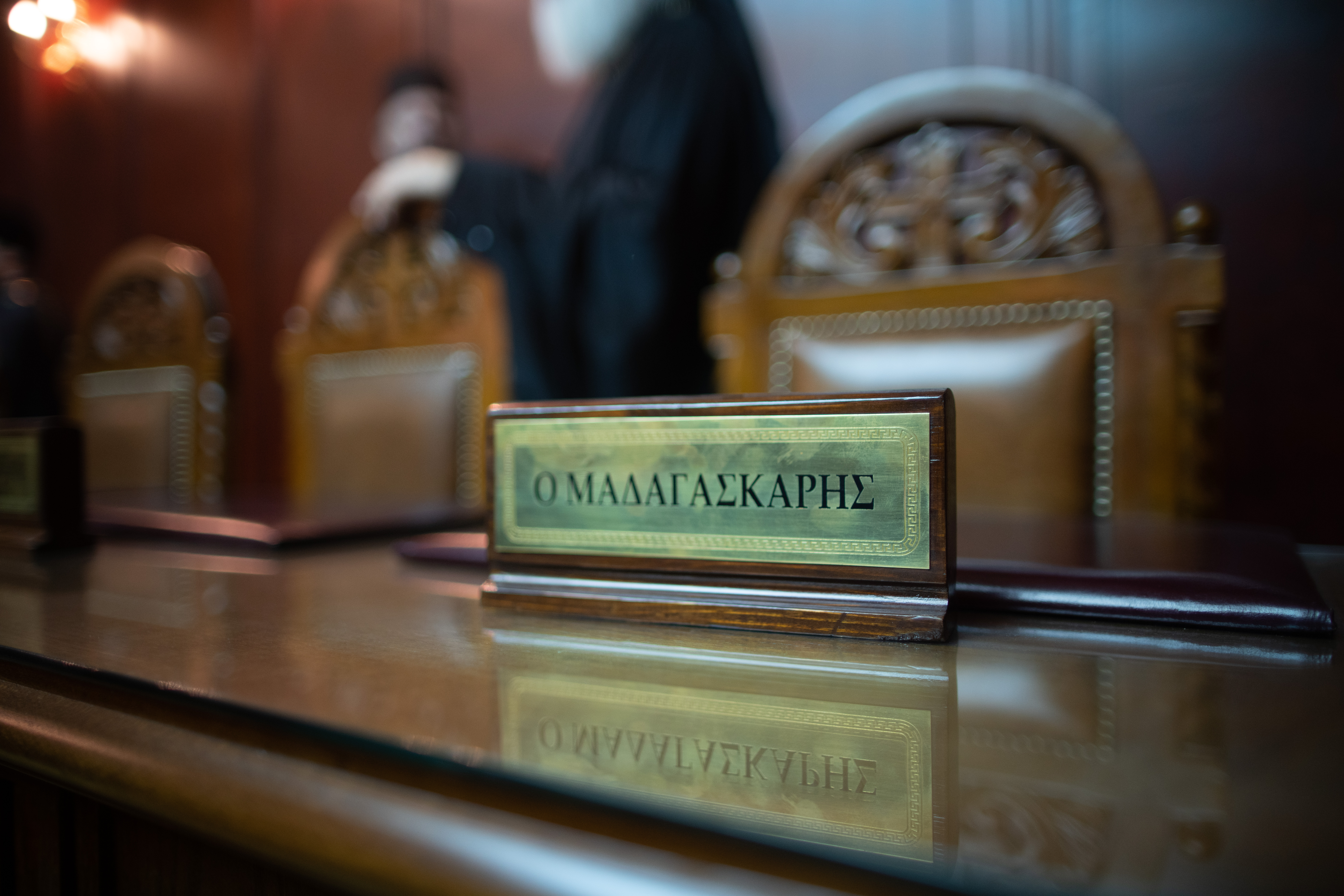
Табличка, обозначающее место митрополита Мадагаскарского в зале заседаний Священного Синода Александрийского патриархата

27 октября того же года решением Священного Синода Александрийской православной церкви был избран епископом Мадагаскарским.
14 ноября 2004 года в Александрии состоялась его епископская хиротония, которую возглавил Папой и Патриархом Александрийский Феодор II.
28 ноября 2004 года на Мадагаскаре состоялось его настолование.
На Мадагаскаре он предпринял строительство церквей и духовных центров, школ, благотворительных учреждений, а также духовной семинарии. Особую заботу он уделял поставлению местных священников и катехизаторов. При нём была переустроена больница, которая оказывает бесплатную помощь бедным.
21 ноября 2012 года в связи с возведением Мадагаскарской епархии в ранг митрополии стал митрополитом.